# 謝永郁
謝 永郁（しゃ えいゆう、1934年10月23日 - ）は、台湾淡水郡（現新北市淡水区）出身のプロゴルファー。

## 来歴
1957年にプロ入りし、1961年の韓国オープンで優勝。
シンガポール、韓国、香港、台湾、タイ、フィリピンで勝利を収めるなど16のナショナルオープンで優勝し、1964年・1965年・1968年・1969年と4度のアジアサーキット総合タイトルを獲得 。
1963年の香港オープンでは石井朝夫（日本）を抑えてサーキット初優勝を飾り、1964年にはアラン・マレー（オーストラリア）をプレーオフで下して連覇を達成。1965年のタイランドオープンでは郭吉雄（中華民国）、ディオニシオ・ナダレス（フィリピン）、小野光一・杉本英世・内田繁（日本）を抑えて優勝。
1967年の台湾オープンでは呂良煥（中華民国）をプレーオフで下し、1968年のシンガポールオープンでは通算9アンダーで細石憲二（日本）に6打差付けて優勝。
1967年の中日クラウンズでは徹底してランニングアプローチで和合を攻め、最終日にはアウトを終えて7アンダーで依然首位をキープする鈴村久を5アンダーで河野光隆・中村寅吉と共に追う。10番で鈴村と1打差の石井冨士夫がグリーンオーバーして優勝戦線から脱落し、代わって11番でバーディを奪った謝が鈴村を追いつめる。謝が18番でバーディパットを決めた時、鈴村は17番で絶対に入れてはいけない左の深いバンカーへ落とし無念のボギー。結局この1打が勝負の明暗を分け、この日65をマークした謝が逆転優勝。初の栄冠を取り逃がした鈴村にとっては、まさに痛恨の“魔の17番”となった。一方でベストアマも陳健振（中華民国）が獲得し、プロ、アマ初の外国人制覇となった。
1969年、1970年、1971年と関東オープンを3連覇し、1971年の同大会では、初日の1番ホールから最終日の18番ホールまでノーボギーの記録を樹立。
1974年のペプシトーナメントでは最終日、グラハム・マーシュ（オーストラリア）と通算4アンダーで並びプレーオフに入ったが、4ホール目でバーディを奪われ競り負ける。1975年の同大会では最終日4位スタートから70とスコアを伸ばし、通算5アンダーとし逆転で念願のツアー初優勝を飾り、昨年のプレーオフで敗れたマーシュを振り切り見事雪辱を果たした。
1975年の全日空札幌オープンでは最終日に追いすがる村上隆に一度は並ばれるものの見事振り切り、通算11アンダーで大会初優勝、尾崎将司の3連覇を阻止すると同時に同年3勝目を挙げた。
1984年からはシニアに転向し、同年には台湾出身のプロで陳清波、陳健義に次ぐ日本プロシニア制覇を決める。

## 主な優勝
日本
- 1967年 - 中日クラウンズ
- 1969年 - 関東オープン
- 1970年 - 関東オープン、ウィザードトーナメント
- 1971年 - 関東オープン
- 1972年 - 広島オープン、ワールドフレンドシップ
- 1975年 - ペプシウィルソン、全日空札幌オープン

アジアサーキット
- 1963年 - 香港オープン
- 1964年 - 香港オープン
- 1965年 - タイランドオープン
- 1967年 - 台湾オープン
- 1968年 - シンガポールオープン、台湾オープン
- 1969年 - タイランドオープン
- 1970年 - フィリピンオープン、シンガポールオープン
- 1975年 - 香港オープン
- 1977年 - フィリピンオープン
- 1978年 - 香港オープン、台湾オープン

その他
- 1961年 - 韓国オープン
- 1963年 - 韓国オープン
- 1969年 - 韓国オープン

シニア
- 1984年 - 中国プロシニア、日本プロシニア